# Шудря Євгенія Стефанівна
Євгенія Стефанівна Шудря (при народженні Смолякова; у першому шлюбі — Допіро) нар. 17 травня 1941, Мончегорськ, Мурманська область, РРФСР, СРСР — майстриня вишивки, бібліограф, дослідниця українського декоративного мистецтва.

## Життєпис

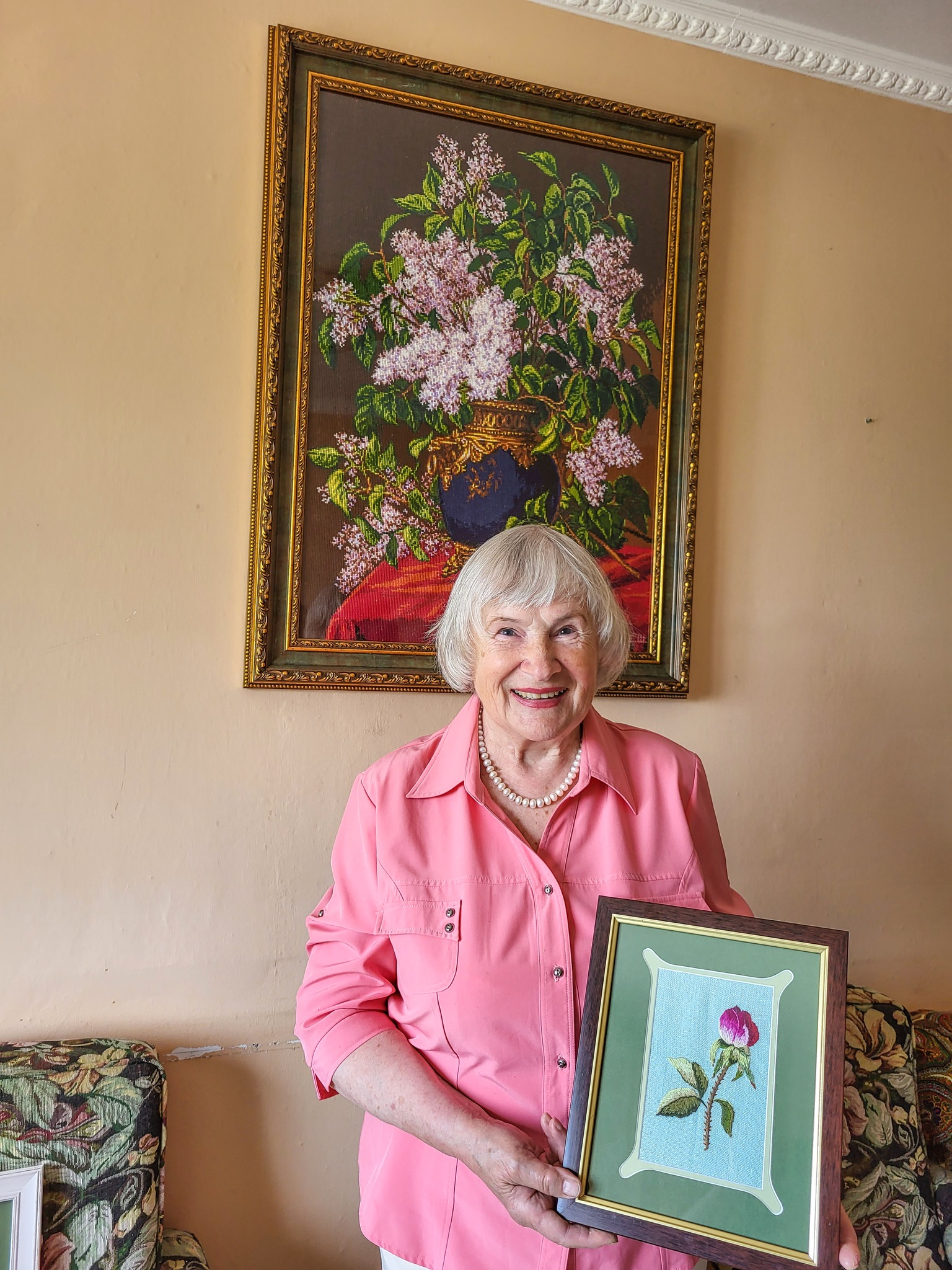
Євгенія Шудря (лютий 2025 року)

1962 року приїхала до Києва з Тамбова, здобула вищу інженерну освіту в Київському політехнічному інституті (1970). Працювала в Науково-дослідних інститутах «Мікроприлад» (1967—1974), «Квант» (1974—1994), захоплювалася вишиванням. Її панно, килими й інші витвори експонувалися на кільканадцяти персональних виставках і зберігаються в музеях Києва, Тамбова (РФ) та приватних колекціях Білорусі, Росії, України.
У 1990-ті роки заглибилась у вивчення історії художнього текстилю, публікувала статті, в яких з'ясовувала досі невідомі обставини життя й творчості ряду видатних дослідників української народної творчості. Видані на цій основі чотири книги біобібліографічних нарисів Є. Шудрі стали незамінним довідником для науковців у цій галузі. На її праці постійно посилаються, вони здобули високу оцінку — протягом останнього десятиліття з'явилося близько більше 30-ти рецензій і кілька десятків відгуків у пресі.
1998 р. — майстриня декоративно-прикладного мистецтва НСХУ (посвідчення № 714).
1999 р. — майстриня народного мистецтва НСМНМУ (посвідчення № 145).
2012 р. — Дипломантка І ступеня XVI Бойківського літературно-краєзнавчого конкурсу ім. М. Утриска за книги: «Мирослава Кот: Краса і талант» та «Дослідники народного мистецтва». 2016 р. — Лауреатка ХХ Бойківського літературно-краєзнавчого конкурсу ім. М. Утриска за книги: «Оранта нашої світлиці» та «…і заполоччю й словом».
Перший чоловік Володимир Петрович Допіро (нар. 1937) — інженер. У шлюбі з Допіром з 1962—1998 рр. має сина Дмитрія (нар. 1966) та доньку Ганну (нар. 1970).
Другий чоловік Шудря Микола Архипович(1935—2012) — письменник, лауреат Національної премії України імені Тараса Шевченка. Одружена з квітня 1998 р. Овдовіла 2012 р.

## Творчість
Основні публікації:
- Древо моего рода. Дед, отец, брат. — К., 1998. — 118 с.
- Подвижниці народного мистецтва. Зошит 1. — К., 2003. — 64 с.
- Подвижниці народного мистецтва. Зошит 2. — К., 2005. — 64 с.
- Дослідники народного мистецтва. — Зошит 3. — К., 2008. — 116 с.
- Оранта нашої світлиці. — К., 2011. — 488 с.
- Гаптувальниця Олена Прахова. Листування (1892—1940). — К., 2018. — 88 с.
- Шудря Є. С. ….і заполоччю, й словом: бібліогр. покажч. / Євгенія Шудря ; Нац. музей укр. нар. декоратив. мистецтва. — Київ: Логос, 2016. — 71 с.
- Шудря Є. С. Подвижниці народного мистецтва: біобібліогр. нариси. Зошит 1 / Євгенія Шудря ; за ред. М. Р. Селівачова ; Київ. держ. ін-т декоратив.-приклад. мистецтва і дизайну ім. М. Бойчука, Музей укр. нар. декоратив. мистецтва, Секція критики та мистецтвознавства КО НСХУ. — Київ: Вісник «АНТ», 2008. — 115 с. — (Праці наукового товариства ім. М. Трохименка ; вип. 9).
- Шудря Є. С. Подвижниці народного мистецтва: біобібліогр. нариси. Зошит 2 / Євгенія Шудря ; за ред. М. Р. Селівачова ; Київ. держ. ін-т декоратив.-приклад. мистецтва і дизайну ім. М. Бойчука, Музей укр. нар. декоратив. мистецтва, Секція критики та мистецтвознавства КО НСХУ. — Київ: Вісник «АНТ»: Нора-Друк, 2003. — 60 с. — (Праці наукового товариства ім. М. Трохименка ; вип. 14).
- Шудря Є. С. Подвижниці народного мистецтва: біобібліогр. нариси. Зошит 3 / Євгенія Шудря ; за ред. М. Р. Селівачова ; Київ. держ. ін-т декоратив.-приклад. мистецтва і дизайну ім. М. Бойчука, Музей укр. нар. декоратив. мистецтва, Секція критики та мистецтвознавства КО НСХУ. — Київ: Вісник «АНТ», 2003. — 60 с. — (Праці наукового товариства ім. М. Трохименка ; вип. 17).

Виставки:
- Національна бібліотека України ім. В. І. Вернадського (1996);
- Тамбовська обласна картинная галерея (1997);
- Київський театральний осередок «Бенефіс» на Хрещатику (1997);
- Київський літературно-меморіальний музей-квартира П. Г. Тичини (1997);
- Видавництво «Преса України», конференц-зал редакції газети «Демократична Україна» (Київ, 1997);
- Музей гетьманства (Київ, 1997);
- Центральний будинок художників (Київ, 1998);
- Музей-майстерня І. П. Кавалерідзе (Київ, 1999);
- Національна спілка журналістів України (Київ, 2008, 2009);
- Національний музей українського народного декоратиного мистецтва (Київ, 2013);
- Національна філармонія України (Київ, 2013);
- Ірпінський історико-краєзнавчий музей (2016).

## Галерея

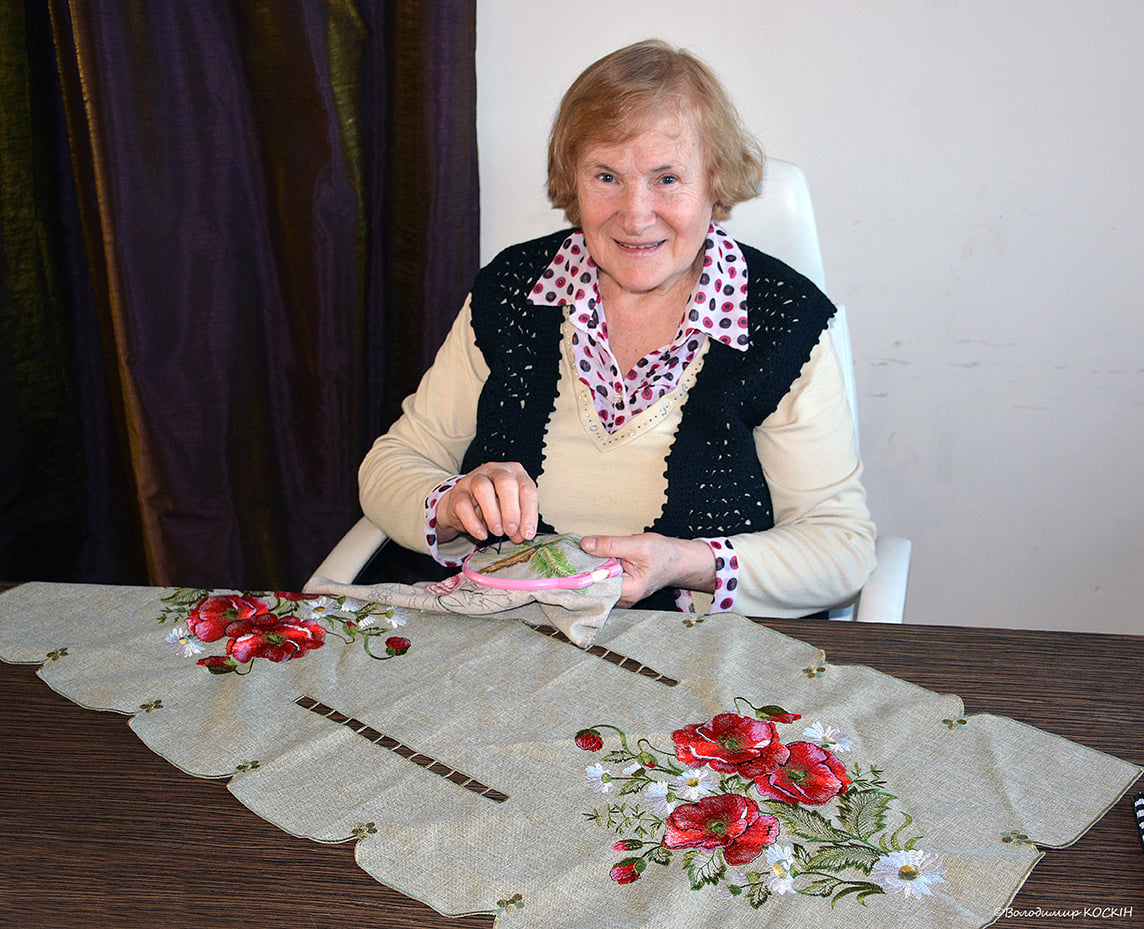
За роботою (лютий 2021)
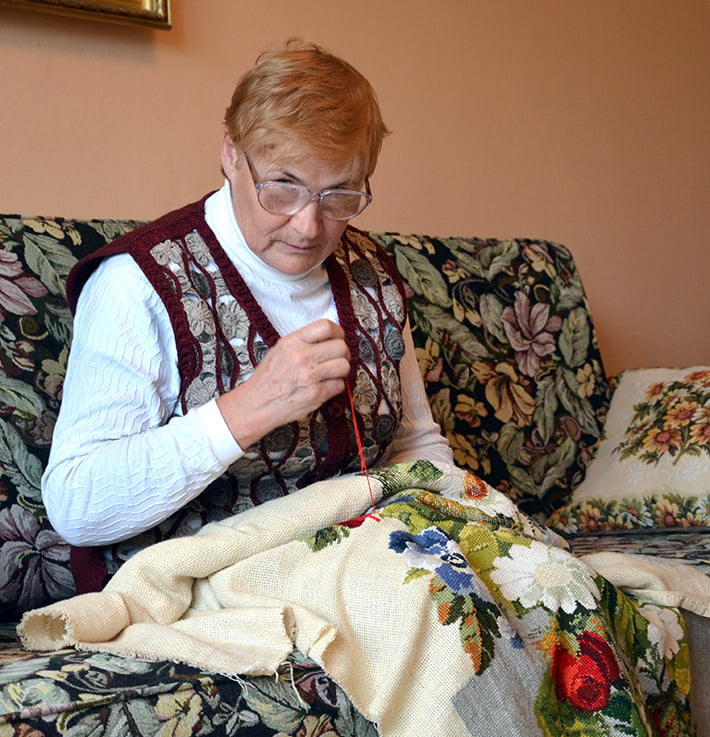
За роботою
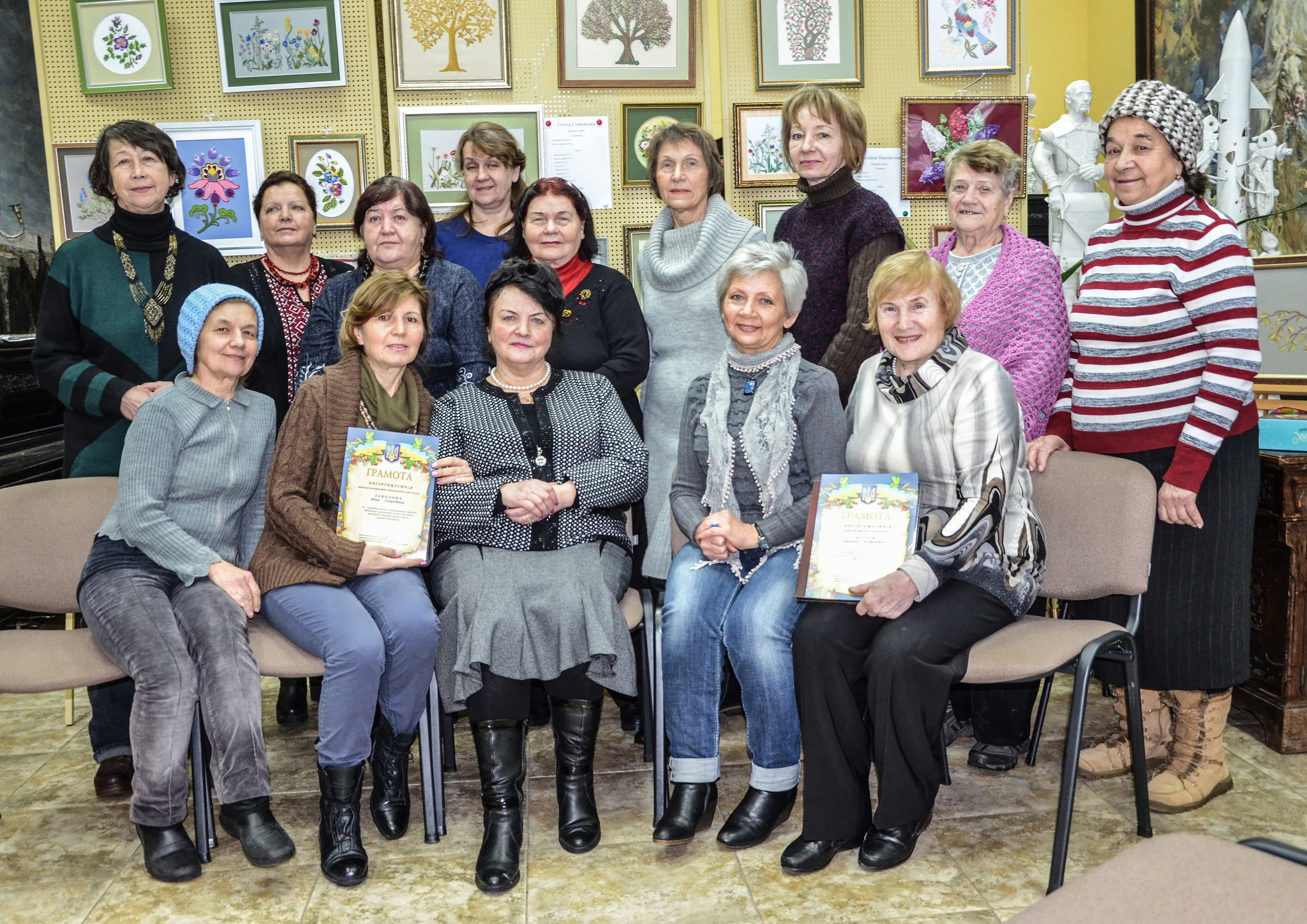
Ірпінський історико-краєзнавчий музей (грудень 2017)